# The Morning After (nummer van Maureen McGovern)
"The Morning After" is het themanummer van de film The Poseidon Adventure uit 1972. Het won de prijs voor Beste Originele Nummer bij de 45ste Oscaruitreiking. Vervolgens werd het door zangeres Maureen McGovern op single uitgebracht. 

## Achtergrond
Het lied werd in maart 1972 geschreven door de songwriters Al Kasha en Joel Hirschhorn voor de 20th Century Fox Studio. Ze werden gevraagd om in één nacht het liefdesthema voor The Poseidon Adventure te schrijven. Het eindproduct heette eerst "Why must there be a morning after?", maar onder druk van de uitgever werd dit aangepast in het optimistischere "There's got to be a morning after". 
In de film wordt het lied gezongen door het personage Nonnie, dat gespeeld werd door Carol Lynley, maar in werkelijkheid wordt het gezongen door zangeres Renee Armand. Het lied komt in de film twee keer voor: tijdens een warming-uprepetitie en later tijdens een oudejaarsfeest. In de aftiteling van de film wordt het nummer "The Song from The Poseidon Adventure" genoemd.
Na het succes tijdens de Oscaruitreiking op 27 maart 1973, nam de Amerikaanse zangeres Maureen McGovern het nummer op single op. De single bereikte de eerste plek in de Amerikaanse Billboard Hot 100 en de Australische hitlijst. In Europa was de single niet erg sucesvol, zo kwam zij in Nederland niet verder dan de Tipparade.

## NPO Radio 2 Top 2000
| Nummer met noteringen in de NPO Radio 2 Top 2000 | '99  | '00  |
| ------------------------------------------------ | ---- | ---- |
| The Morning After                                | 1778 | 1804 |

1. ↑  Een vetgedrukt getal geeft de hoogste notering aan.
2. ↑  Deze tabel is bijgewerkt tot en met de laatste editie (2024).